# Szare

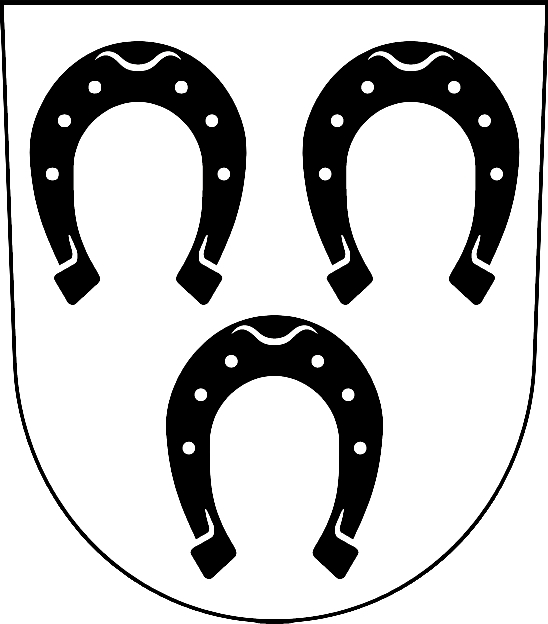
herb wsi Szare

Szare – wieś w Polsce położona w województwie śląskim, w powiecie żywieckim, w gminie Milówka. Powierzchnia sołectwa wynosi 725 ha, a liczba ludności 800, co daje gęstość zaludnienia równą 109 os./km². Herbem wsi Szare są trzy podkowy.

## Położenie
Wieś leży na wysokości 400–600 m n.p.m. w południowo-wschodniej części Międzygórza Jabłonkowsko-Koniakowskiego. Rozciągnięta jest w dolince potoku Szarzanka – pomiędzy wzniesieniami Kiczorka, Suche i Syberia na południowym wschodzie a grzbietem Szarego na północnym zachodzie.

## Części wsi
| SIMC    | Nazwa   | Rodzaj    |
| ------- | ------- | --------- |
| 1003495 | Krutaki | część wsi |
| 0062691 | Suche   | część wsi |

## Historia
Szare, według wójta żywieckiego Andrzeja Komonieckiego nazywane również Śmierlawką, powstało ok. 1625 r. – prawdopodobnie przez podniesienie przez królową Konstancję do rangi wsi starszej osady wołoskiej. Na terenie tym osiedleni zostali również chłopi z Lipowej, których ziemie zabrał w 1608 r. Mikołaj Komorowski, tworząc lipowski folwark. Szare było wsią zarębną i należało do klucza folwarcznego Węgierskiej Górki; jego mieszkańcy byli zobowiązani m.in. do „wyrabiania” w lasach określonej ilości drewna i spławiania go Sołą do Żywca lub nawet Krakowa.
Z Szarego pochodził Tomasz Masny – jeden z „najsłynniejszych” żywieckich zbójników, herszt zbójnickiej familii, grasującej w latach 1623–1624 po całej Żywiecczyźnie.
W 1672 r. wieś liczyła 20 gospodarstw i 170 mieszkańców, oprócz prac w lesie zajmujących się głównie pasterstwem. Według inwentarza z 1817 r. należało do niej 366 polan o łącznej powierzchni ok. 820 ha. Ludomir Sawicki, prowadzący badania nad pasterstwem na Żywiecczyźnie w 1914 r. zanotował, że na letni wypas mieszkańcy wsi pędzą swe owce do odległych o cały dzień drogi szałasów na Raczy i Przysłopie w Rycerce. W XIX w. działał tu prymitywny zakład produkujący tekturę.
Według austriackiego spisu ludności z 1900 w 297 budynkach w Szarem (obejmujących również późniejsze Laliki) na obszarze 2168 hektarów mieszkało 1945 osób (gęstość zaludnienia 89,7 os./km²), z czego 1934 (99,4%) było katolikami, 10 (0,5%) wyznawcami judaizmu a 1 innej religii, 1937 (99,6%) polsko- a 8 (0,4%) niemieckojęzycznymi.
7 października 1940 r. w ramach hitlerowskiej „Saybusch-Aktion” (Akcja Żywiec) wysiedlono z Szarego 58 polskich rodzin (318 osób), osiedlając na ich miejsce 18 rodzin (70 osób) niemieckich. Wyzwolenie wsi nastąpiło 6 kwietnia 1945 r., lecz na odległej o parę km na południe górze Szklanówce okrążone oddziały niemieckie broniły się aż do 30 kwietnia.
W 1948 z miejscowości wyodrębniły się Laliki.
W latach 1975–1998 miejscowość administracyjnie należała do województwa bielskiego.

## Zabytki

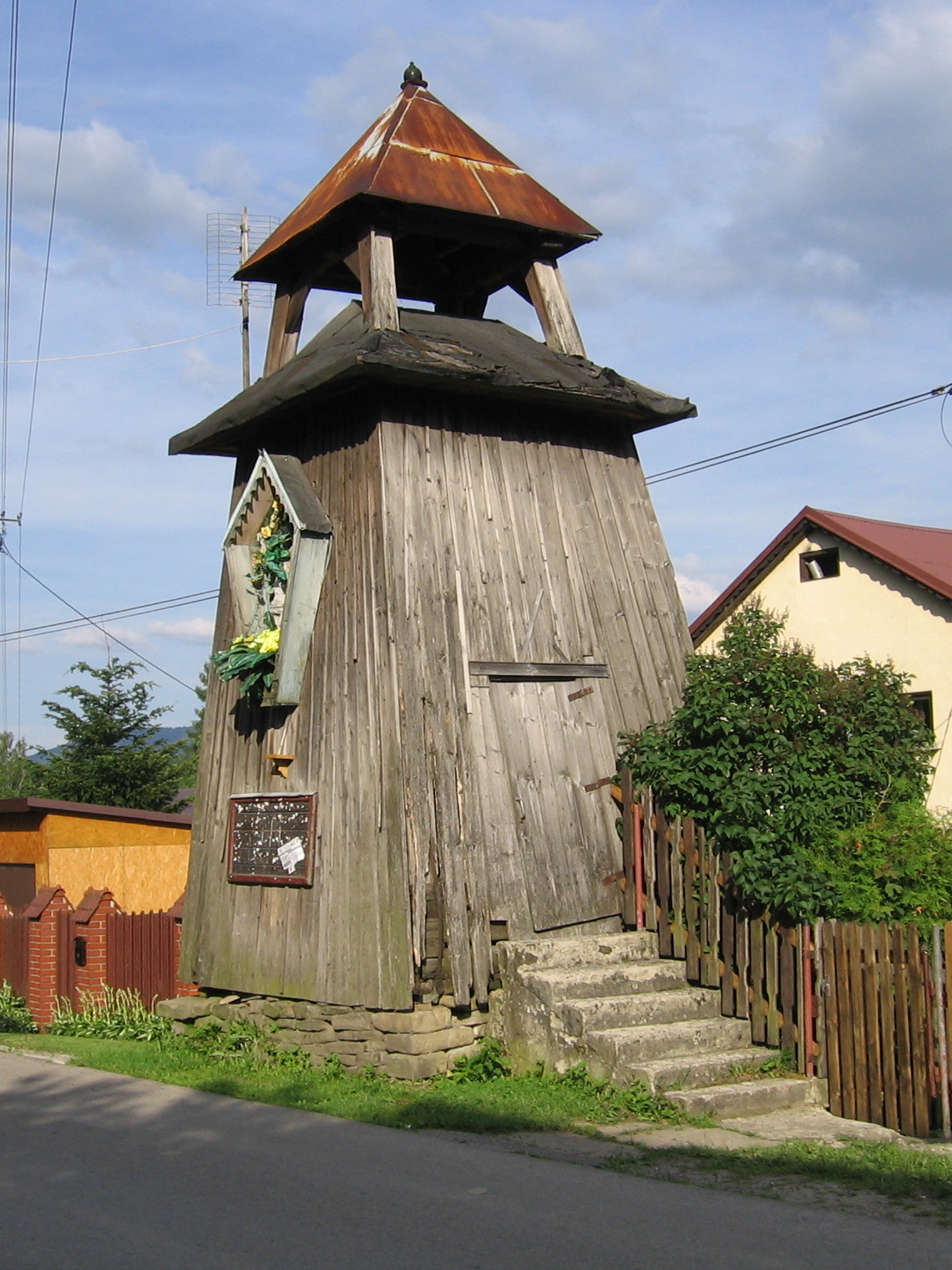
Dzwonnica w Szarem z 1784 roku

We wsi, przy drodze na Pawlicznem, znajduje się kaplica pw. Wniebowzięcia Matki Boskiej. Wystawiona w 1826 r. przez Szczepana Kuśnierza. Murowana, z kamienia, na rzucie prostokąta, ma kolebkowe sklepienie i gontowy dach z wydatnym okapem od frontu. We wnętrzu ołtarzyk z obrazem Wniebowzięcia, o charakterze ludowego baroku.
We wsi znajduje się także drewniana dzwonnica z 1784 roku.